# زیردریایی کلاس-سی
زیردریایی کلاس-سی ممکن است به یکی از موارد زیر اشاره داشته باشد:
- زیردریایی کلاس-سی (ایالات متحده آمریکا)
- زیردریایی کلاس-سی (بریتانیا)